# Udea litorea
Udea litorea là một loài bướm đêm thuộc họ Crambidae. Nó là loài đặc hữu của Oahu và Lanai.

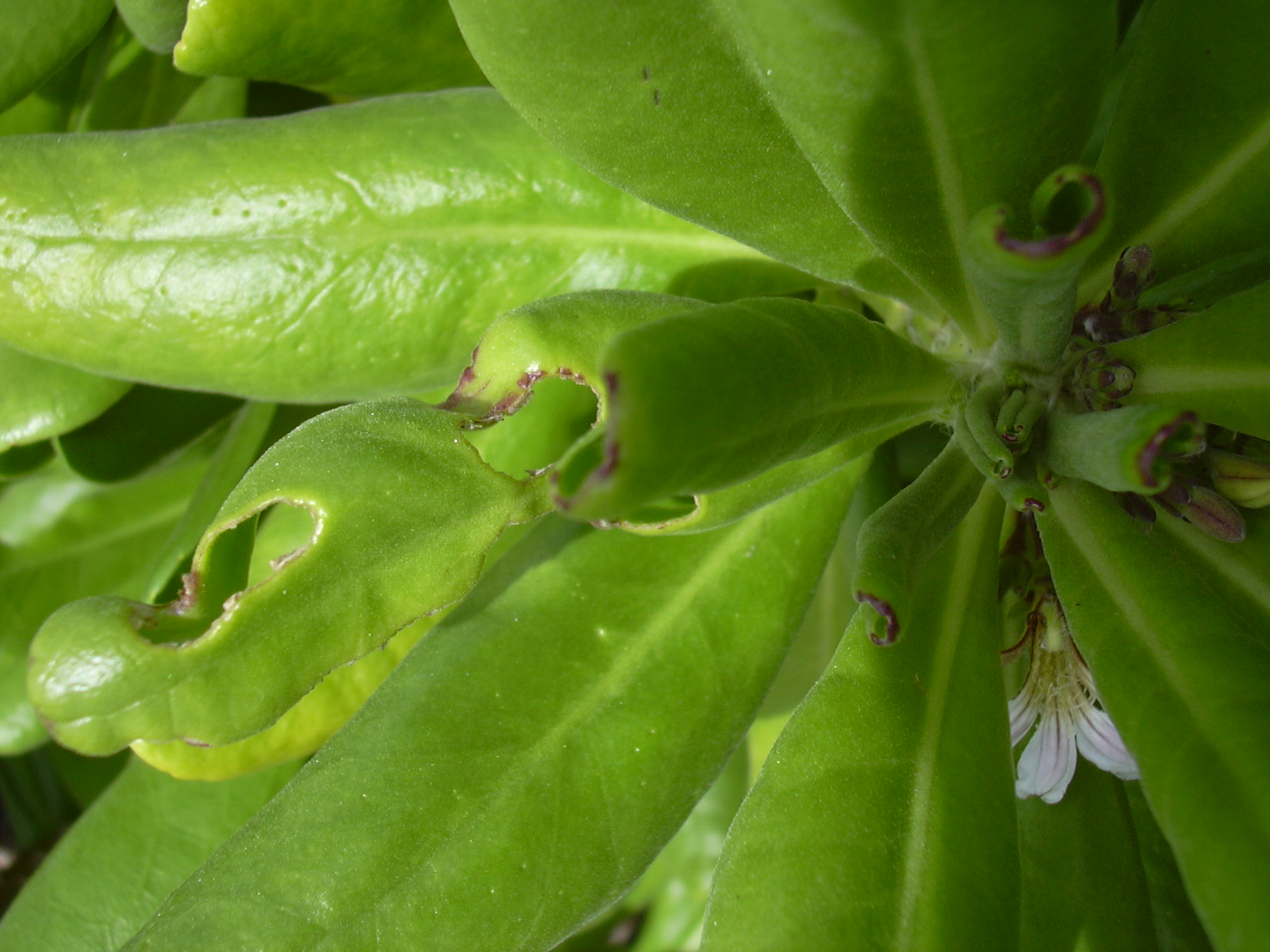
Hư hại

Ấu trùng ăn Scaevola frutescens.